# Oxyothespis brevipennis
Oxyothespis brevipennis es una especie de mantis de la familia Mantidae.

## Distribución geográfica
Se encuentra en Costa de Marfil y Ghana.